# Anton Verheij
Antonius Benjamin Henricus (Anton) Verheij (Rotterdam, 2 februari 1871 – aldaar, 12 februari 1924) was een Nederlands dirigent, componist, muziekpedagoog, organist en pianist.
De Nederlands dirigent en componist Eduard Flipse voltooide bij hem zijn piano-opleiding, musicus Gerard Bunk werd door Verheij opgeleid als pianist aan het Rotterdams Conservatorium. Met tweetal zangkunstenaressen, de sopraan Aaltje Noordewier-Reddingius uit Hilversum en de alt Pauline de Haan-Manifarges uit Rotterdam, vormde hij een hechte drie-eenheid.

## Levensloop
Hij was zoon van muziekmeester en organist Antonius Verheij en Maria Geertruida Antonia van Beek. Hijzelf was gehuwd met Maria Petronella Sauveur.
Anton Verheij was afkomstig uit een bescheiden milieu, maar was een geboren aristocraat.  Zijn vader had hem de eerste beginselen van de muziek bijgebracht. Vanaf 1879 tot 1883 kreeg hij lessen aan de Muziekschool Rotterdam, onder andere van Friedrich Gernsheim, die Verheij ook praktijkles in de hoedanigheid van koorrepetitor gaf (Gernsheim was dirigent van het Rotterdamse Toonkunstkoor). Deze periode eindigde in 1890 met het vertrek van Gernsheim naar Berlijn.
Al op zijn 14e jaar moest hij vanwege het overlijden van zijn vader gaan meehelpen met zorgen voor het gezin en volgde hij zijn vader op als organist in de oud-katholieke Oppertse Kerk in Rotterdam. In 1889 werd jij bovendien aangesteld als docent pianoklas aan de Rotterdamse Muziekschool, vanaf 1896 gaf hij ook het vak contrapunt. Tussen 1891 en 1909 washij als opvolger van Ludwig Felix Brandts Buys koordirigent bij het Rotte’s Mannenkoor; hij werd er eredirigent. In 1893 volgde hij Samuel de Lange jr. op bij de Haagse koren Excelsior en Euterpe. Deze functies vulde hij in 1895 aan met het dirigentschap van de Rotterdamse en Haagse toonkunstkoren van de Maatschappij tot Bevordering der Toonkunst; hij was er opvolger van Richard von Perger en Willem Kes. Hij was minder bekend als pianist, voornamelijk begeleider, maar verzorgde jaren lang kerkconcerten met de eerder genoemde zangeressen. Hij vormde met de violist Louis Wolff en cellist Antoon Bouman/Isaäc Mossel een pianotrio. De zanglerares Branco van Dantzig steunde hij rond 1896 bij haar werk met kinderen met spraakmoeilijkheden.
In de vroege jaren van het interbellum stond Verheij aan het hoofd van de Rotterdamse afdeling van de Maatschappij tot Bevordering der Toonkunst. En was in latere jaren verbonden aan de Haagse Afdeling.  Aan het einde van de jaren 1920 wist men trots te melden dat Verheij ‘den onbekenden schat van Russische muziek’ naar de Maasstad had gebracht.

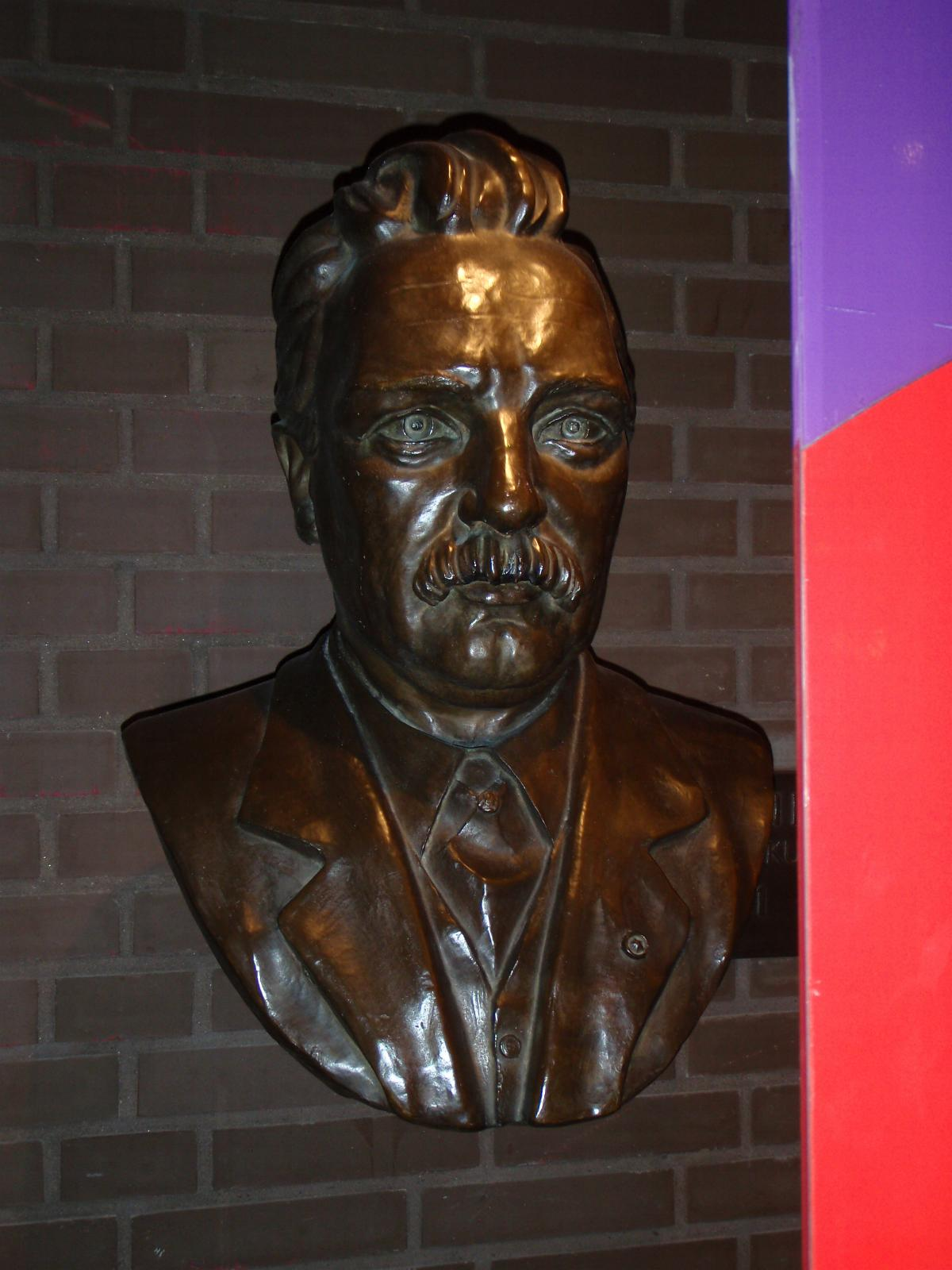
Buste Anton Verheij door Han Rehm in De Doelen te Rotterdam
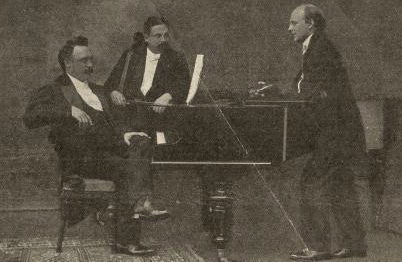
Het Amsterdamsche trio met v.l.n.r.  Anton Verheij, Isaac Mossel en Julius Röntgen jr
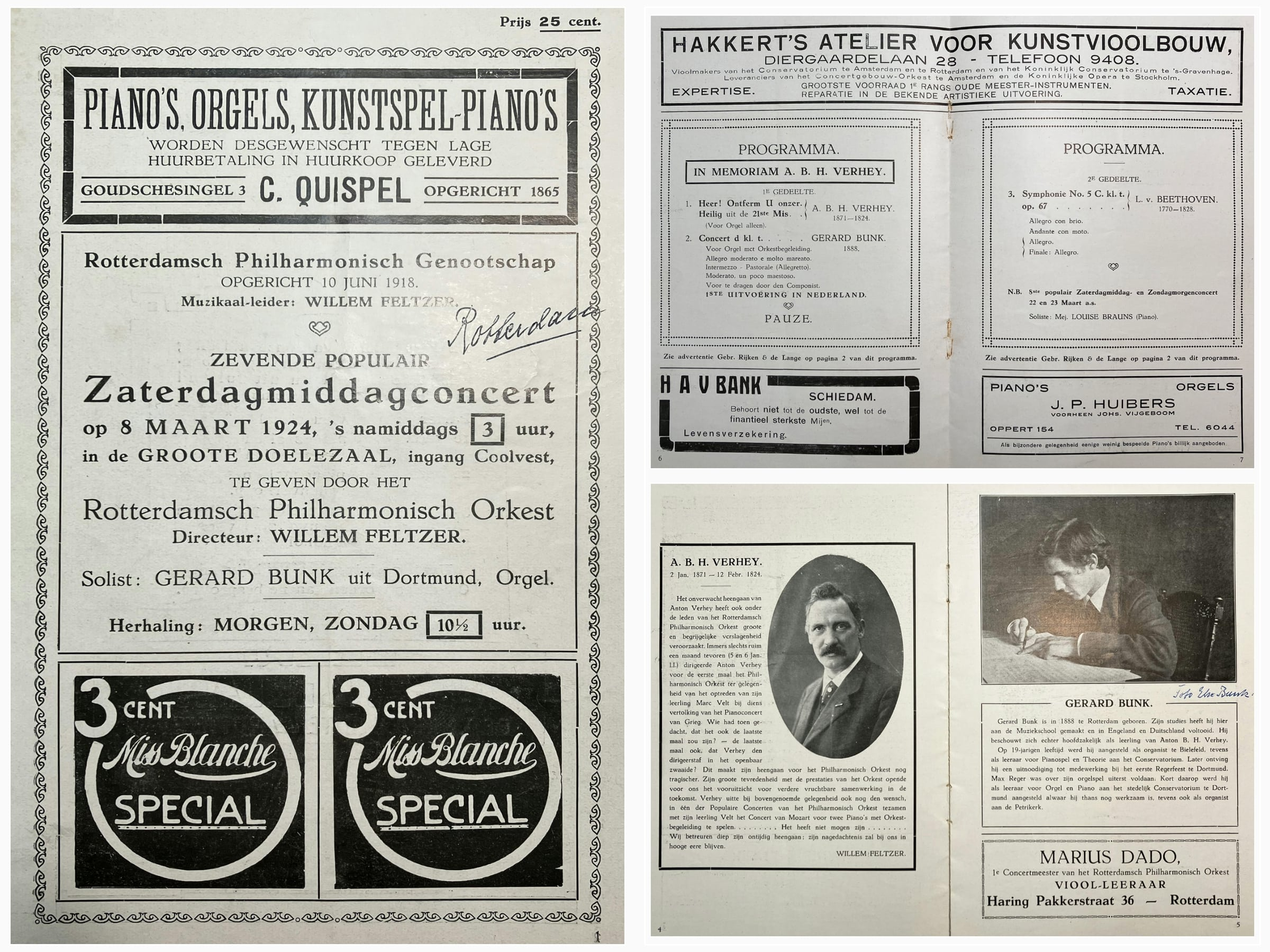
Gerard Bunk, Willem Feltzer en het Rotterdams Philharmonisch Orkest spelen "In Memoriam A.B.H. Verhey" op 8 maart 1924 in de Rotterdamse Doelezaal

## Composities
Hij schreef enkele werken voor koren, ze behoren grotendeels tot het vergeten repertoire. Enkele te noemen werken:
- Salve Regina: Een Maria-antifoon. De Heilige Maagd wordt in dit gezang geëerd als Koningin en als Moeder van barmhartigheid.[6]
- Dies Irae:[7]
- Magnificat

## Wetenswaardigheden
Hij werd benoemd tot ridder in de Orde van Oranje Nassaul 1920 kreeg hij van Koningin Wilhelmina de zilveren medaille voor Kunsten en Wetenschappen.
De Rotterdamse beeldhouwer en tekenaar Han Rehm (1908-1970) maakte van Anton Verheij een buste voor Concertgebouw De Doelen in Rotterdam. Behalve dit borstbeeld is in die stad voor Verheij wegens zijn verdienste als toonkunstenaar ook een standbeeld opgericht in Het Park bij de Euromast. Dit gedenkteken werd gemaakt door Johannes Anton Rädecker en verbeeldt de mythische figuur Orpheus, die met het bespelen van zijn lier mens en dier ademloos liet luisteren.
Anton Verheij woonde in 1915 aan de Schiedamsesingel 95a in Rotterdam.
Verheij was jurylid bij een groot nationaal zangersfeest (meer dan 1000 zangers) op 19 en 20 augustus 1889 georganiseerd door het Nijmeegs Mannenkoor ter gelegenheid van de eeuwwisseling.
Op 22 april 1904 dirigeerde hij "Der 145ste Psalm" van Johannes Verhulst met de zangvereniging van de MTB en het Utrechts Stedelijk Orkest in de grote zaal van Sociëteit Harmonie in Rotterdam.
Bij zijn crematie was een groot aantal bekende figuren uit de Nederlandse muziekwereld en uit de Oud-Katholieke Kerk waartoe hij behoorde aanwezig.
- International Standard Name Identifier: 0000 0001 0811 3008
- Library of Congress Control Number: no2010206807
- Nederlandse Thesaurus van Auteursnamen: 172106192
- Système universitaire de documentation: 22412546X
- Virtual International Authority File: 160577400
- WorldCat: E39PBJv4fDyWR9FQVBwCfWBtrq